# Microcypris
Microcypris is een geslacht van kreeftachtigen uit de klasse van de Ostracoda (mosselkreeftjes).

## Soorten
- Microcypris koutouna Hu & Tao, 2008
- Microcypris sheyao Hu & Tao, 2008
- Microcypris yungshihia Hu & Tao, 2008